# Kyle Reyes
Kyle Reyes (Brampton, 10 de octubre de 1993) es un deportista canadiense que compite en judo.
Ganó una medalla de plata en el Campeonato Mundial de Judo de 2022 y cinco medallas en el Campeonato Panamericano de Judo entre los años 2015 y 2024.

## Palmarés internacional
| Campeonato Mundial      | Campeonato Mundial      | Campeonato Mundial | Campeonato Mundial |
| Año                     | Lugar                   | Medalla            | Categoría          |
| ----------------------- | ----------------------- | ------------------ | ------------------ |
| 2022                    | Taskent (Uzbekistán)    | Medalla de plata   | –100 kg            |
| Campeonato Panamericano |                         |                    |                    |
| Año                     | Lugar                   | Medalla            | Categoría          |
| 2015                    | Edmonton (Canadá)       | Medalla de bronce  | –100 kg            |
| 2016                    | La Habana (Cuba)        | Medalla de plata   | –100 kg            |
| 2020                    | Guadalajara (México)    | Medalla de bronce  | –100 kg            |
| 2021                    | Guadalajara (México)    | Medalla de oro     | –100 kg            |
| 2024                    | Río de Janeiro (Brasil) | Medalla de plata   | –100 kg            |